# グーグル税
グーグル税（グーグルぜい、Google税、英語:Google tax）は、ネット企業から税収を確保する為の俗称である。
Google、AmazonやAppleといったインターネットで広告ビジネスを展開する多国籍企業を対象とした税であり、グーグル税を導入している国で広告を出す場合には当該国家の企業を通じた取引を義務付けることで、当該国家の税収を確保する目的がある。
ユーロ圏内ではイタリアが初の導入を試みている。
2015年4月からイギリスで施行されると発表された。